# Hans Friedeman
Johannes Lambertus Maria (Hans) Friedeman (Utrecht, 18 februari 1937- Groenekan, 13 februari 1996) was een bekende wetenschapsjournalist en een van de eerste wetenschapsredacteuren in Nederland. Hij schreef over sterrenkunde en ruimtevaart, algemene wetenschap en het milieu. In 1981 zorgde hij voor het eerste wetenschapskatern in een Nederlandse krant.

## Loopbaan
Hans Friedeman begon zijn journalistieke loopbaan als negentienjarige bij het dagblad Het Centrum in Utrecht. Hij was provincieverslaggever maar had een sterke belangstelling voor ruimtevaart. In 1963 startte hij er de wetenschapsrubriek Perspectief. Daarmee was hij de eerste met een wetenschapsrubriek in Nederland. 
In februari 1966 werd Friedeman redacteur buitenland bij de Volkskrant, met als speciale opdracht het volgen van lucht- en ruimtevaart. In 1969 versloeg hij de eerste landing op de maan en bleef de ontwikkelingen op ruimtevaartgebied de jaren erna met groot enthousiasme volgen. Zijn artikelen werden gebundeld in Voetstappen op de maan, een van de eerste eigen uitgaven van de Volkskrant. 
In zijn vrije tijd hield Friedeman zich ook bezig met luchtvaart: hij was een enthousiast zweefvlieger. Onder het pseudoniem drs. Dwarswind deed hij schrijvend verslag van zijn bovengrondse bevindingen in het tijdschrift Thermiek.
In 1971 werd hij de eerste redacteur wetenschap bij de Volkskrant. In 1977 startte hij zijn op woensdagen verschijnende rubriek Exact, een halve pagina met wetenschappelijk nieuws. In 1972 versloeg hij de eerste VN-conferentie over Milieu en Ontwikkeling in Stockholm, twintig jaar voor de geruchtmakende conferentie in Rio de Janeiro. De ideeën van de Club van Rome kregen hem in de greep, en hij schreef grote artikelen over schaarste aan grondstoffen en uitputting van het milieu. Ook deze artikelen werden gebundeld, in de uitgave Energie voor morgen (1973). 
Friedeman ging voortdurend met zijn tijd mee, reisde veel naar de Verenigde Staten en Japan, altijd op zoek naar nieuws en achtergronden. Hij 'ontdekte' als een van de eerste journalisten actuele fenomenen als zure regen, de versterking van het broeikaseffect en het gat in de ozonlaag. Op de redactie van zijn krant werd hij steeds meer de autoriteit en vraagbaak op het terrein van de wetenschap. Maar ook daarbuiten werd hij als een van de grondleggers van de wetenschapsjournalistiek veel gevraagd en gaf hij cursussen aan diverse universiteiten. 
In 1981 zette hij de kroon op zijn werk: er verscheen elke zaterdag een eigen katern over wetenschap en maatschappij. In het Jaarboek 1986 (uitgave Omniboek en de Volkskrant) schreef Friedeman: ‘Wetenschapsjournalistiek opereert aan het front waar nieuwe kennis en producten van die kennis binnendringen in de samenleving. Dat gaat vaak verre van geruisloos. Automatisering, micro-elektronica, communicatiesatellieten, nieuwe geneeskundige technieken, genetische manipulatie en andere revolutionaire ontwikkelingen zijn ons leven schoksgewijs aan het veranderen.’
In november 1991 werd na veel medisch onderzoek vastgesteld dat Friedeman leed aan de ziekte van Alzheimer. Hij overleed in 1996, nog geen 59 jaar oud.
Friedeman was sinds 1964 getrouwd met Willy van Rooij. Zij kregen twee kinderen: Daniëlle (1966) en Sander (1968).

## Vernoeming
Op 24 november 2007 werd door de Internationale Astronomische Unie een planetoïde naar hem vernoemd. Planetoïde (12134) Hansfriedeman draait tussen de banen van de planeten Mars en Jupiter om de zon. Het naar schatting 8 tot 10 km grote rotsblok doet 5,61 jaar over een volledige omloop. De gemiddelde afstand tot de zon bedraagt 472 miljoen km. Een bijzonderheid is dat de planetoïde zich van tijd tot tijd zeer hoog boven het baanvlak van de planeten verheft of daaronder komt.